# Kolorimetri (optik)
För Kolorimetri som kemisk analysmetod se Kolorimetri (kemi)
Kolorimetri är en metodik för att bestämma färger och färgskillnader genom strålningsmätning. En kolorimeter är ett färgmätningsinstrument speciellt avsett för mätning av kolorimetriska kvantiteter, till exempel tristimulusvärden hos ett färgprov. Ibland innehåller kolorimetrar fysiska färgfilter som ska motsvara CIE:s färgmatchningsfunktioner. Utifrån hur mycket ljus som registreras att respektive filter släpper igenom kan sedan tristimulusvärden (och i förlängningen även CIELAB-värden) beräknas.